# Château de Lochranza
Le château de Lochranza (Lochranza Castle en anglais) est une maison-tour en forme de L située sur un promontoire dans le centre du village de Lochranza, dans le nord de l'île d'Arran en Écosse. La plus grande partie du château actuel a été construite au XVIe siècle.

## Historique

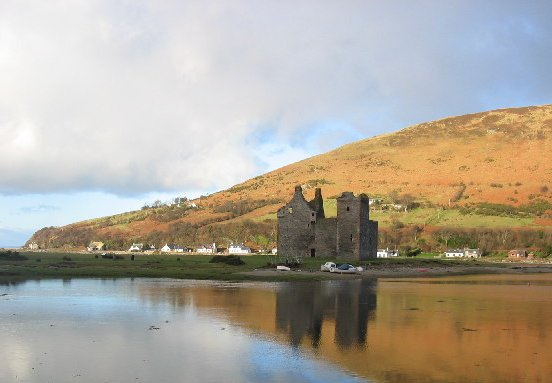
Le château de Lochranza.

La construction originale remonte au XIIIe siècle et était la propriété des MacSweens. En 1262, le roi Alexandre III octroya le château et ses terres à Walter Stewart, conte de Menteith. La tradition raconte que Robert Bruce débarqua à Lochranza en 1306 de retour d'Irlande pour réclamer le trône d'Écosse. En 1371, le château devint la propriété de Robert II, période durant laquelle il aurait été utilisé comme relais de chasse royal.
Au cours des siècles, le château a connu de nombreux usages. Dans les années 1490, Jacques IV l'utilisa dans sa campagne contre le Seigneur des Îles et son Clan MacDonald. En 1614, il fut occupé par Jacques Ier d'Angleterre puis utilisé vers 1650 par Cromwell.
En 1705, la Duchesse de Hamilton acheta le château qui rejoint alors les autres propriétés de la famille Hamilton sur l'île. Au cours du XVIIIe siècle, n'étant plus habité, il tomba peu à peu en ruine. Il appartient désormais à Historic Scotland qui se charge de son entretien.

## Culture populaire
Pour l'album L'Île Noire des Aventures de Tintin, Methuen, éditeur anglais, demande davantage de réalisme pour la troisième édition de 1966. Bob de Moor, alors assistant d'Hergé, suit les traces exactes de Tintin, s'inspirant de différents lieux pour produire une nouvelle série de dessins d'arrière-plan. Il se rend sur l'île d'Arran. Selon Charles Dierick, membre des Studios Hergé, de façon erronée il s'ensuit qu'il est dit que le château de Lochranza sert de modèle. Mais celui-ci a une tour carrée et sa silhouette ne convient pas, alors que sur cette même île Bob de Moor reprend certains détails du château de Brodick.